# Greve de 1988 na CSN em Volta Redonda
A Greve de 1988, também conhecida no meio sindical como Massacre de Volta Redonda, foi um movimento levado a cabo pelos trabalhadores da Companhia Siderúrgica Nacional (CSN), situada em Volta Redonda, estado do Rio de Janeiro, durante o mês de novembro do ano de 1988. À época a CSN era uma empresa estatal e os trabalhadores exigiam do governo Sarney: reajuste salarial com base no índice de inflação divulgado pelo DIEESE, estabilidade no emprego, jornada de trabalho de 40 horas semanais, readmissão dos demitidos em 1987, isonomia salarial, instauração de uma Comissão Interna de Prevenção de Acidentes (CIPA) eleita pelos trabalhadores, reconhecimento dos representantes sindicais, fim da perseguição à atividade sindical e divulgação do Sistema de Cargos e Salários da empresa.

## A greve
Após uma assembléia realizada no dia 4 de novembro de 1988, os trabalhadores da CSN decidiram entrar em greve. A diretoria do Sindicato dos Metalúrgicos de Volta Redonda promoveu a ocupação da empresa para paralisar as atividades da mesma. Em 7 de novembro começou a paralisação e, após um confronto com a Polícia Militar, os trabalhadores tomaram o controle da empresa. A direção da CSN solicitou na Justiça a reintegração de posse e a intervenção do Exército como forma de solucionar rapidamente a questão.
No dia 9 de novembro, o Exército e a PM começaram a dispersar a população no bairro de Vila Santa Cecília e invadiu a empresa, procurando retomá-la. Em meio à ação militar, três operários foram mortos pelas forças de segurança: Carlos Augusto Barroso (19 anos), Walmir Freitas Monteiro (27 anos) e William Fernandes Leite (22 anos). Barroso morreu de traumatismo craniano como resultado de uma coronhada que levou enquanto estava caído no chão. Já Walmir e William foram baleados. Segundo o advogado trabalhista Vanderlei Barcelos, à época diretor de base do Sindicato dos Metalúrgicos, "Walmir foi atingido nas costas, à tarde, num dos locais de concentração dos trabalhadores". Segundo seu relato, William foi baleado no pescoço, à noite, na estação de resfriamento de água por tiros que teriam partido do escritório central da CSN. Além dos mortos, cerca de cem feridos completou o saldo da operação militar contra os grevistas.
Depois do ocorrido, os grevistas radicalizam o movimento, decidindo por mantê-lo até o dia 20. Nesse ínterim, várias vozes do governo Sarney e do movimento grevista trocaram acusações, o que levou o então ministro da Indústria e Comércio, Roberto Cardoso Alves, ameaçar de fechar a empresa. Em 22 de novembro a população de Volta Redonda, atendendo aos apelos de sindicalistas e outros representantes da sociedade civil, dá um "abraço" simbólico em torno dos 12 quilômetros da Usina Presidente Vargas como forma de mostrar apoio ao movimento. Dois dias depois, após nova assembléia, os operários decidiram pelo fim da greve, após o esgotamento do movimento e da repercussão internacional que ele havia atingido devido a intervenção do Exército. Devido à repressão do Exército, o movimento sindical passou a se referir à greve de 1988 como o Massacre de Volta Redonda.

## Consequências

O presidente do Sindicato dos Metalúrgicos de Volta Redonda, Juarez Antunes, foi eleito prefeito de Volta Redonda em 15 de novembro de 1988.

Após a conquista de parte das reivindicações, o presidente do Sindicato dos Metalúrgicos e líder grevista Juarez Antunes foi eleito prefeito de Volta Redonda em 15 de novembro. A greve teve repercussão nacional, sendo os mortos homenageados por sindicatos e militantes de esquerda em todo o país. É apontada como um dos fatores que impulsionaram a eleição de prefeitos de esquerda ligados ao movimento sindical, tais como Luiza Erundina em São Paulo, Jacó Bittar em Campinas, Chico Ferramenta em Ipatinga e Olívio Dutra em Porto Alegre. Antunes morreu dois meses após a posse num misterioso acidente de carro. Muitos, como Dom Waldyr Calheiros Novaes, acreditam que ele tenha sido vítima de um atentado. A perícia, no entanto, indicou que foi um acidente. Recém afastado do cargo de deputado federal, Antunes dirigia-se para Brasília para entregar as chaves do apartamento funcional.
Em 1° de maio de 1989 foi inaugurado o Memorial 9 de Novembro, um monumento projetado por Oscar Niemeyer em homenagem aos três trabalhadores mortos na greve de 1988. Foi implodido no dia seguinte por elementos de extrema-direita ligados ao Exército. A explosão foi tão intensa que quebrou os vidros do escritório central da CSN e de prédios vizinhos. A pedido de Niemeyer, o monumento não foi restaurado e permanece até hoje com as marcas da explosão. Anos mais tarde, o ex-capitão do Exército Dalton Roberto de Melo denunciou o general Álvaro de Souza Pinheiro como mandante do atentado ao monumento. Pinheiro, assim como os responsáveis pela ação militar contra os grevistas, jamais foi punido. O general que ordenou a retomada da fábrica, José Luiz Lopes da Silva, foi nomeado ministro do Superior Tribunal Militar pelo presidente Fernando Henrique Cardoso.
As famílias dos trabalhadores mortos, por sua vez, receberam uma indenização calculada nos moldes previstos pela lei. Segundo Vanderlei Barcelos, a esposa de um deles morreu como consequência do alcoolismo e da depressão adquiridos após a perda do marido. Em entrevista ao jornal O Estado de S. Paulo, publicada em outubro de 1999, o general Lopes da Silva afirmou que do ponto de vista militar a ação do Exército foi bem sucedida. Segundo Barcelos, isso revela que ele já previa a morte de trabalhadores antes mesmo do início da operação militar. Ele não acredita que a direção da CSN, que pediu à Justiça a reintegração de posse da usina, endossasse tal comportamento.
Em 1993, a empresa foi privatizada pelo governo do então presidente Itamar Franco, que já havia demitido 70% dos funcionários da empresa. Antes da privatização, outras greves haviam eclodido na CSN, embora a repressão não tenha sido tão violenta quanto em 1988. Apesar de seu peso nas eleições de 1988, a greve permanece relativamente esquecida pela população nos dias atuais. Segundo uma pesquisa recente, 27% dos volta-redondenses nunca ouviram falar da greve.

## Relatório da Comissão da Verdade
Anos mais tarde, uma Comissão da Verdade foi criada para desvendar os pormenores da Greve. Chamada de Comissão Municipal da Verdade Dom Waldyr Calheiros, ela divulgou o relatório final em 2015, contendo 589 páginas. Numa das partes mais importantes, é esclarecido que pelo menos dois bicheiros cariocas teriam fornecido explosivos para o atentado. A informação da suposta participação do próprio Exército, que sempre negou envolvimento no episódio, veio à tona quando o ex-capitão Delton de Melo de Franco denunciou o caso numa entrevista publicada Jornal do Brasil, em março de 1999. Ele teria recebido a ordem para coordenar o atentado em Volta Redonda pelo então general Álvaro de Souza Pinheiro, que sempre negara “tal absurdo”.
O documento foi doado ao Centro de Memória da Universidade Federal Fluminense de Volta Redonda (UFF-VR)

## Na Cultura Popular

### Música
- Em 1993, a banda brasileira de punk rock Garotos Podres lançou a canção "Aos Fuzilados da CSN", uma homenagem aos trabalhadores mortos pelo Exército, contida no álbum Canções para Ninar.

### Filmes
- Volta Redonda, o Memorial da Greve - Documentário de curta-metragem lançado em 1989. Atualmente o filme faz parte do arquivo do Museu da Imagem e do Som[9].

- 1988 – Uma Greve, Corações e Mentes - Documentário produzido em homenagem aos 30 anos do acontecimento. O filme foi lançado na data exata do 30o aniversário da morte dos 3 operários (9 de novembro)[10][8].